# Nintendo VS. System
Das Nintendo VS. System ist ein Arcade-System, das von Nintendo von 1984 bis 1990 entwickelt und produziert wurde. Es basiert größtenteils auf der gleichen Hardware wie der Family Computer (Famicom), der später als Nintendo Entertainment System (NES) veröffentlicht wurde. Die meisten Spiele sind Adaptionen vom Famicom und NES, einige wurden für das Arcade-Format stark verändert, und einige wurden erstmals auf dem VS. System veröffentlicht, bevor sie auf dem Famicom oder NES veröffentlicht wurden. Der Schwerpunkt des Systems liegt auf dem kooperativen Spiel mit zwei Spielern. Es wurde in drei verschiedenen Konfigurationen veröffentlicht: aufrechte VS. UniSystem-Gehäuse, aufrechte VS. DualSystem-Gehäuse und sitzende VS. DualSystem-Gehäuse. Die Spiele befinden sich auf steckbaren Platinen, bei dem jede Seite ein anderes Spiel haben kann.

## Hardware
Das VS. System wurde in erster Linie als Bausatz für die Nachrüstung von Donkey Kong, Donkey Kong Jr., Donkey Kong 3, Popeye und Mario Bros. entwickelt und benötigt daher denselben speziellen Monitor. Diese Monitore verwenden im Vergleich zu den meisten Arcade-Monitoren umgekehrte Spannungspegel für ihre Videosignale.
Fast alle VS. System-Gehäuse haben identische Hardware, die von einem Ricoh 2A03 Prozessor (CPU) angetrieben wird, der auch im Nintendo Entertainment System verwendet wird, mit Ausnahme spezieller PPUs oder Videochips. Jeder Chip enthält eine andere Palette, die die Farben in verschiedenen, scheinbar zufällig gewählten Konfigurationen anordnet. Die meisten Platinen können auf ein neues Spiel umgestellt werden, indem einfach die Programm-ROMs und die entsprechende PPU ausgetauscht werden, sonst hat das Spiel falsche Farben. Einige der späteren Geräte verwenden einen weiteren Kopierschutz, indem sie spezielle PPUs einsetzen, die Paare von E/A-Registern vertauschen oder spezielle Daten aus normalerweise nicht implementierten Speicherbereichen zurückgeben. Der Versuch, diese Spiele in anderen VS. Systemmodellen auszuführen, führt dazu, dass das Spiel nicht einmal gestartet werden kann.
Einige spezielle Doppelgehäuse sehen aus wie zwei schräg aneinander gereihte Spiele mit einer einzigen Hauptplatine. Das Red Tent, ein stählerner Sitzschrank für das VS. DualSystem, ermöglicht das Spielen für bis zu vier Spieler gleichzeitig. Es hat die gleiche Hauptplatine wie das Doppelgehäuse.
Da das VS. System die gleiche CPU wie das NES hat, können seine Spiele mit Modifikationen an der Konsole, einschließlich zusätzlicher Speicherbänke und zusätzlicher DIP-Schalter, auf das NES portiert werden.

## Geschichte
1980 hatte Data East mit dem DECO-Kassettensystem das Konzept einer konvertierbaren Spielhallen-Systemplatine bzw. eines Spielhallen-Konvertierungssystems eingeführt, das jedoch kein großer Erfolg war. Das erste erfolgreiche Arcade-Konvertierungssystem war das Convert-a-Game-System von Sega in den frühen 1980er Jahren. Sein Erfolg führte dazu, dass Mitte der 1980er Jahre mehrere andere Spielhallenhersteller ihre eigenen Arcade-Konvertierungssysteme einführten, darunter das Nintendo VS. System im Jahr 1984.

## Liste der Spiele
Es existieren unbekannte Prototypen von VS.-System-Spielen, die entweder nicht veröffentlicht oder nur kurzzeitig für Markttests freigegeben wurden. Das VS.-System-Einführungsspiel im Januar 1984 ist VS. Tennis.
| Titel                                        | Entwickler  | Veröffentlichung | Veröffentlichung | Quelle                    |
| Titel                                        | Entwickler  | Japan            | Nordamerika      | Quelle                    |
| -------------------------------------------- | ----------- | ---------------- | ---------------- | ------------------------- |
| VS. Tennis                                   | Nintendo    | Januar 1984      | März 1984        | [ 4 ] [ 5 ] [ 6 ] [ 7 ]   |
| VS. Mahjong                                  | Nintendo    | Februar 1984     | Unveröffentlicht | [ 4 ]                     |
| VS. Baseball                                 | Nintendo    | März 1984        | April 1984       | [ 4 ] [ 6 ] [ 7 ] [ 9 ]   |
| VS. Duck Hunt                                | Nintendo    | Unveröffentlicht | April 1984       | [ 6 ] [ 7 ] [ 8 ]         |
| VS. Wrecking Crew                            | Nintendo    | 26. Juli 1984    | September 1984   | [ 10 ] [ 11 ] [ 8 ]       |
| VS. Pinball                                  | Nintendo    | 26. Juli 1984    | Oktober 1984     | [ 12 ] [ 13 ] [ 6 ] [ 7 ] |
| VS. Stroke and Match Golf                    | Nintendo    | 26. Juli 1984    | Oktober 1984     | [ 13 ] [ 6 ] [ 7 ]        |
| VS. Ladies Golf                              | Nintendo    | 26. Juli 1984    | Dezember 1984    | [ 13 ] [ 6 ] [ 7 ]        |
| VS. Balloon Fight                            | Nintendo    | 3. Oktober 1984  | September 1984   | [ 12 ] [ 8 ]              |
| VS. Ice Climber                              | Nintendo    | 1. Februar 1985  | Oktober 1984     | [ 14 ] [ 6 ] [ 7 ]        |
| VS. Clu Clu Land                             | Nintendo    | 5. Dezember 1984 | Unveröffentlicht | [ 15 ]                    |
| VS. Excitebike                               | Nintendo    | 5. Dezember 1984 | Februar 1985     | [ 14 ] [ 15 ] [ 6 ] [ 7 ] |
| VS. Urban Champion                           | Nintendo    | Dezember 1984    | Januar 1985      | [ 16 ] [ 17 ] [ 8 ]       |
| VS. Hogan’s Alley                            | Nintendo    | Unveröffentlicht | April 1985       | [ 6 ] [ 7 ] [ 8 ]         |
| VS. Mach Rider                               | Nintendo    | 1985             | November 1985    | [ 18 ] [ 6 ]              |
| VS. Soccer                                   | Nintendo    | 1985             | November 1985    | [ 19 ] [ 6 ] [ 7 ]        |
| VS. Raid on Bungeling Bay                    | Nintendo    | 1985             | 1985             | [ 20 ] [ 7 ]              |
| VS. Battle City                              | Namco       | 1985             | Unveröffentlicht |                           |
| VS. Star Luster                              | Namco       | 1985             | Unveröffentlicht |                           |
| VS. Super Mario Bros.                        | Nintendo    | Unveröffentlicht | Februar 1986     | [ 21 ] [ 22 ] [ 8 ]       |
| VS. Ninja JaJaMaru-kun                       | Jaleco      | April 1986       | Unveröffentlicht | [ 23 ] [ 24 ]             |
| VS. Gumshoe                                  | Nintendo    | Unveröffentlicht | Mai 1986         | [ 25 ] [ 8 ]              |
| VS. Slalom                                   | Nintendo    | Unveröffentlicht | Oktober 1986     | [ 26 ] [ 8 ]              |
| VS. Gradius                                  | Nintendo    | Unveröffentlicht | November 1986    | [ 27 ] [ 8 ]              |
| VS. The Goonies                              | Nintendo    | Unveröffentlicht | November 1986    | [ 28 ] [ 8 ]              |
| VS. Super Chinese                            | Namco       | 1986             | Unveröffentlicht |                           |
| VS. Super Xevious: GAMP no Nazo              | Namco       | 1986             | Unveröffentlicht |                           |
| VS. Tower of Babel                           | Namco       | 1986             | Unveröffentlicht |                           |
| VS. Valkyrie no Bōken: Toki no Kagi Densetsu | Namco       | 1986             | Unveröffentlicht |                           |
| VS. Mighty Bomb Jack                         | Tecmo       | 1986             | Unveröffentlicht | [ 29 ]                    |
| VS. Pro Baseball: Family Stadium             | Namco       | Dezember 1986    | Unveröffentlicht | [ 30 ] [ 31 ]             |
| VS. Volleyball                               | Nintendo    | Dezember 1986    | Unveröffentlicht | [ 8 ]                     |
| VS. Castlevania                              | Nintendo    | Unveröffentlicht | 1987             | [ 32 ]                    |
| VS. Family Tennis                            | Namco       | 1987             | Unveröffentlicht | [ 33 ]                    |
| VS. Top Gun                                  | Konami      | Unveröffentlicht | 1987             | [ 34 ]                    |
| VS. T.K.O. Boxing                            | Data East   | Unveröffentlicht | 1987             | [ 35 ]                    |
| VS. Sky Kid                                  | Sunsoft     | Unveröffentlicht | 1987             | [ 36 ] [ 37 ]             |
| VS. Atari R.B.I. Baseball                    | Namco       | Unveröffentlicht | 1987             | [ 38 ]                    |
| VS. The Quest of Ki                          | Namco       | 1988             | Unveröffentlicht |                           |
| VS. Freedom Force                            | Sunsoft     | Unveröffentlicht | März 1988        | [ 39 ] [ 8 ]              |
| VS. Vulcan Venture                           | Konami      | Unveröffentlicht | April 1988       | [ 8 ]                     |
| VS. Platoon                                  | Sunsoft     | Unveröffentlicht | 1988             | [ 40 ]                    |
| VS. Tetris                                   | Atari Games | Unveröffentlicht | 1988             |                           |
| VS. Dr. Mario                                | Nintendo    | Unveröffentlicht | 1990             | [ 41 ]                    |
| VS. Motocross                                | Nintendo    | Unveröffentlicht | Unveröffentlicht | [ 7 ]                     |
| VS. Nintendo 500                             | Nintendo    | Unveröffentlicht | Unveröffentlicht | [ 7 ]                     |
| VS. Football                                 | Nintendo    | Unveröffentlicht | Unveröffentlicht | [ 7 ]                     |
| VS. Helifighter                              | Nintendo    | Unveröffentlicht | Unveröffentlicht | [ 7 ]                     |
| VS. Head to Head Baseball                    | Nintendo    | Unveröffentlicht | Unveröffentlicht |                           |
| VS. Great Tennis                             | Jaleco      | Unveröffentlicht | Unveröffentlicht | [ 42 ]                    |
| VS. Lionex (Prototyp)                        | Sunsoft     | Unveröffentlicht | Unveröffentlicht | [ 43 ]                    |
| VS. The Wing of Madoola (Prototyp)           | Sunsoft     | Unveröffentlicht | Unveröffentlicht | [ 43 ]                    |
| VS. Tōkaidō Gojūsan-tsugi (Prototyp)         | Sunsoft     | Unveröffentlicht | Unveröffentlicht |                           |